# Rena
Rena är en tätort som utgör centralort i Åmots kommun i landskapet Østerdalen i Innlandet fylke i sydöstra Norge. 2005 fanns det 2 009 invånare. Tätorten hade år 2009 vuxit med 39 invånare, det vill säga till totalt 2 048 invånare. Rena ligger i Østerdalen där älvarna Glomma och Rena möts, 33 kilometer norr om staden Elverum.
Rena uppstod som järnvägsort och grundades 1871 i samband med Rørosbanen. Numera finns det vid Rena flera utbildningar för norska militärer, bland annat Härens befälsskola, Härens Jegerkommando, Härens vapenskola och Telemarks bataljon .